# 里奧·塞納
萊昂納多·德·索扎·塞納（葡萄牙語：Leonardo de Souza Sena，1995年12月31日—），通稱為里奧·塞納（Léo Sena）, 是巴西足球運動員，司職中場，目前被米內羅競技租借至斯佩齊亞。

## 俱樂部生涯
出生於聖保羅，青年時期曾待過聖保羅、帕拉拿、迪亞德馬競技和等當地球隊，2015年加入戈亞斯，2016年在戈亞斯州錦標賽面對戈亞尼恩斯競技的比賽上完成職業首秀。
2020年6月2日，他以400萬巴西雷亞爾費用正式轉會米內羅競技巴西雷亞爾，後被租借到義大利球隊斯佩齊亞。

## 榮譽
戈亞斯
- 戈亞斯州錦標賽（英语：Campeonato Goiano）：2016、2017、2018

## 外部連結
- Soccerway （页面存档备份，存于）